# Serra do Navio
Serra do Navio là một đô thị thuộc bang Amapá, Brasil. Đô thị này có diện tích 7757 km², dân số năm 2007 là 3724 người, mật độ 0,48 người/km².